# Spyridium bifidum
Spyridium bifidum är en brakvedsväxtart. Spyridium bifidum ingår i släktet Spyridium och familjen brakvedsväxter.

## Underarter
Arten delas in i följande underarter:
- S. b. bifidum
- S. b. wanillae